# Amira al Hayb
Amira al Hayb, Arabisch: اميرة الهيب, Hebreeuws: אמירה אל הייב, (Tuba-Zangariyye, 1985) is de eerste vrouwelijke bedoeïen die in het Israëlische defensieleger diende. Ze was gestationeerd bij de Israëlische grenspolitie (Magav).

## Achtergrond
Toen ze enkele maanden oud was, verhuisde haar familie naar het eveneens in Galilea gelegen plaatsje Wadi Hamaam. De familie woonde daar voor vele jaren in tijdelijke woningen. Toen Al Hayb nog een tiener was werd hun huis vernietigd omdat het illegaal gebouwd zou zijn. De familie moest verhuizen naar een huis dat nog niet volledig af was.

## Legercarrière
Op haar negentiende sloot Al Hayb zich aan bij het Israëlische defensieleger. Haar besluit zorgde voor veel haat bij sommige bedoeïenen, vooral onder leden van de Islamitische Beweging. Haar huis werd belaagd met stenen. Alhoewel het vaak voorkomt dat mannelijke bedoeïenen in het Israëlische leger dienen wordt het rekruteren van vrouwelijke bedoeïenen als taboe gezien.
Nur al Hayb, 'de vader van de bedoeïenen-soldaten', een invalide IDF-veteraan uit Eilabun hielp haar met haar keuze en uiteindelijk kon ze met de training beginnen. Ze moest de basistraining tweemaal doorlopen vanwege taalproblemen (Bedoeïenen spreken Arabisch), maar uiteindelijk werd zij toegelaten tot de grenspolitie (Magav).
Haar positie als de eerste vrouwelijke bedoeïen maakte haar bekend. Ze ontmoette de Israëlische president Moshe Katsav en ook de toenmalige stafchef van het Israëlische leger persoonlijk.

## Familie
Een van haar vijf broers, sergeant Taysir al Hayb, werd in april 2005 tot 12,5 jaar cel veroordeeld (waarvan hij er minstens acht moet uitzitten), na het neerschieten van de activist Tom Hurndall in 2003 tijdens een confrontatie met Israëlische troepen in Rafah in de Gazastrook.